# Kettnerites abraham
Kettnerites abraham is een borstelworm waarvan de positie binnen die groep onduidelijk is.